# Mysella bidentata
Mysella bidentata är en musselart som först beskrevs av Montagu 1803. Enligt Catalogue of Life ingår Mysella bidentata i släktet Mysella och familjen Lasaeidae, men enligt Dyntaxa är tillhörigheten istället släktet Mysella och familjen Montacutidae. Arten är reproducerande i Sverige. Inga underarter finns listade i Catalogue of Life.